# Gurinder Singh
Pour les articles homonymes, voir Singh.
Gurinder Singh est un joueur de hockey sur gazon indien évoluant au poste de défenseur au Indian Oil Corporation et avec l'équipe nationale indienne.

## Biographie
Gurinder est né le 1er janvier 1995 dans l'état d'Odisha.

## Carrière
Il a été appelé en 2017 pour concourir à la Sultan Azlan Shah Cup à Ipoh.

## Palmarès
- : 1er à la Coupe du monde U21 en 2016
- : 1er au Champions Trophy d'Asie en 2018
- : 3e au Champions Trophy d'Asie en 2021